# Omer Egwake
 (octobre 2023).
Si vous disposez d'ouvrages ou d'articles de référence ou si vous connaissez des sites web de qualité traitant du thème abordé ici, merci de compléter l'article en donnant les références utiles à sa vérifiabilité et en les liant à la section « Notes et références ».
Omer Egwake Yangembe, aussi écrit Egbake, est un homme politique du Congo-Kinshasa. Il a été plusieurs fois ministre : ministre de la Jeunesse et des Sports, ministre de l’Aménagement du territoire, de l'Urbanisme et de l'Habitat et vice-ministre du Portefeuille. Il est député à l’Assemblée nationale élu de Bumba à la suite des élections législatives de 2006 et de 2011. 
Depuis le 9 mai 2017, il est vice-ministre des Postes, Télécommunications et Nouvelles Technologies de l’Information et de la Communication dans le gouvernement Tshibala.